# Francisco Souza dos Santos
Francisco Souza dos Santos, conosciuto semplicemente come Chiquinho (Caxias, 27 luglio 1989), è un calciatore brasiliano, centrocampista svincolato.

## Carriera

### Club
Nato a Caxias, nel Brasile nord-orientale, nel 1989, ha esordito in Serie A il 21 giugno 2009, con l'Atlético Mineiro, giocando il primo tempo nel successo per 3-2 sul campo del Santos della 7ª di campionato. Il 27 agosto dello stesso anno ha debuttato anche nelle competizioni internazionali, nell'andata del 1º turno di Coppa Sudamericana, entrando all' 88' della sfida interna contro gli altri brasiliani del Goiás, pareggiata per 1-1.
Nel 2015, con il Santos, ha vinto il Campionato Paulista.
2 anni dopo ha giocato per la prima volta all'estero, con 2 esperienze nella seconda serie giapponese, con Shonan Bellmare e Oita Trinita.
Nel 2019 è tornato di nuovo in Asia, nella seconda serie cinese, con il Meizhou Kejia.
Mai convocato nelle nazionali brasiliane, l'8 giugno 2014 ha disputato l'amichevole non ufficiale tra la sua Fluminense e l'Italia, a Volta Redonda, segnando il gol del pareggio per 1-1 al 25' in una sfida poi persa per 5-3.

## Palmarès

### Club

#### Competizioni statali
- Campionato paulista: 1

Santos: 2015

#### Competizioni nazionali
- Campionato emiratino di seconda divisione: 1

Dibba Al-Fujairah: 2021-2022